# Prefectura de Cinkassé
La prefectura de Cinkassé, también escrito como Sinkassé, es una prefectura de Togo. Se trata de una de las cinco prefecturas que forman la región de las Sabanas, al norte del país. Su chef-lieu es la ciudad de Cinkassé. La prefectura fue creada el 26 de noviembre de 2009, cuando la subprefectura de Cinkassé, que formaba parte de la prefectura de Tône fue elevada de rango y constituida como prefectura. Según el censo de 2010, contaba con 78592 habitantes.

## Geografía
Está ubicada al norte de Togo. Es limítrofe con Burkina Faso al norte y con Ghana al oeste.
La prefectura tiene los siguientes límites:
| Noroeste: Región Centro-Este ( Burkina Faso) | Norte: Región Centro-Este ( Burkina Faso) | Noreste: Prefectura de Tône Región Centro-Este ( Burkina Faso) |
| Oeste: Región Alta Oriental ( Ghana)         |                                           | Este: Prefectura de Tône                                       |
| Suroeste: Región Alta Oriental ( Ghana)      | Sur: Prefectura de Tône                   | Sureste: Prefectura de Tône                                    |